# Thomas Ascheri
Thomas Jean Baptiste Ascheri, né à Marseille le 3 août 1869 et mort le 5 mai 1897 à Barcelone, est un ouvrier français, condamné à mort et exécuté au château de Montjuïc.

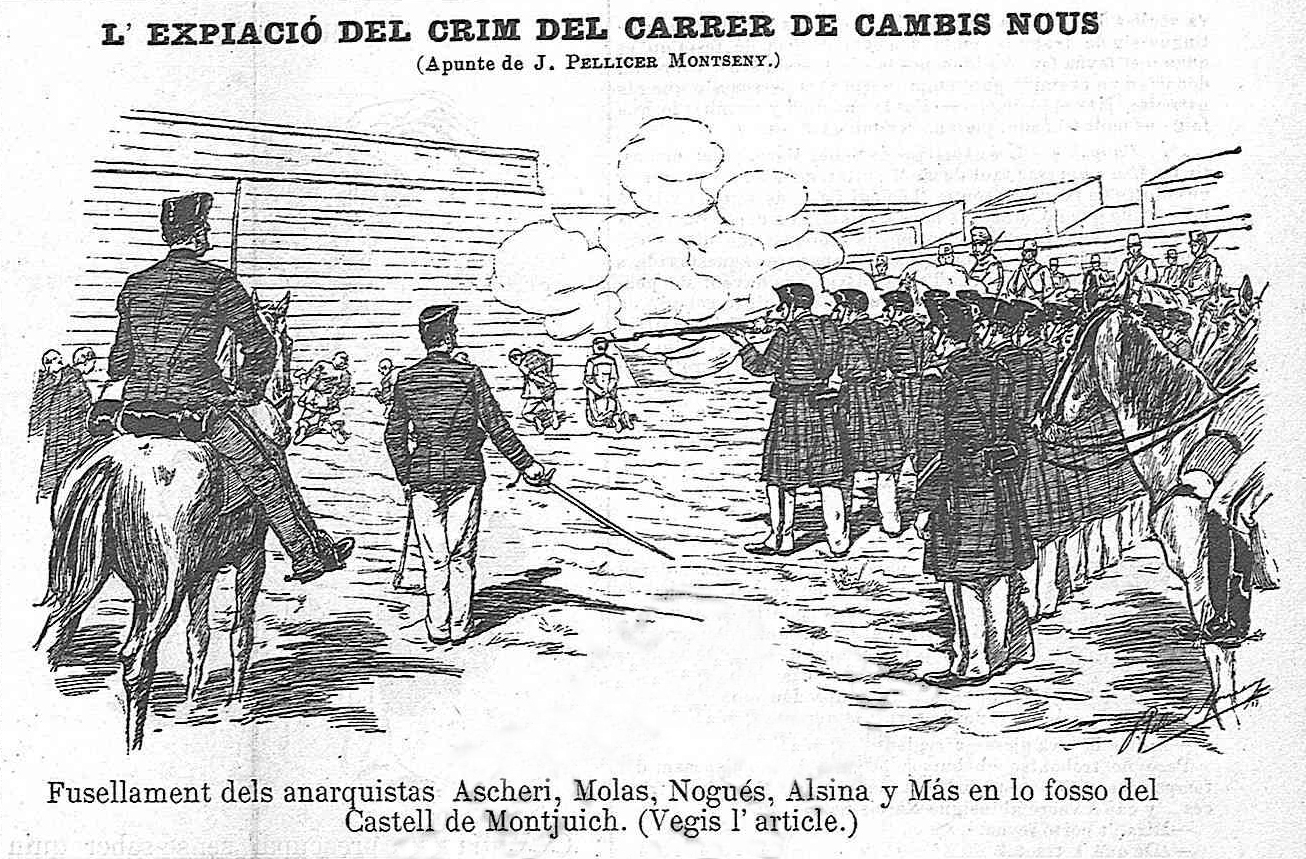
Exécution de Thomas Ascheri au Château de Montjuïc.

## Biographie
Jeune militant anarchiste né à Marseille, il est arrêté à la suite de l'attentat de la rue Canvis Nous, dans le quartier gothique  de Barcelone en juin de 1896, sans aucune preuve.
Il est incarcéré, à l'âge de vingt-sept ans, dans le château de Montjuic de Barcelone.
Torturé, il est condamné à mort et exécuté le 5 mai 1897 avec Luis Mas, José Molas, Antonio Nogués et Juan Alsina.